# セルビア幻想曲
『セルビア幻想曲』(ロシア語: Сербская фантазия、英語: Serbian Fantasy)作品6は、ニコライ・リムスキー＝コルサコフが1867年に作曲した管弦楽曲。正式な名称は『セルビアの主題による幻想曲』(ロシア語: Фантазия на сербские темы、英語: Fantasy on Serbian Themes)。演奏時間はおよそ7分。

## 概要
1867年5月にモスクワでスラヴ民俗誌学会議が開催され、参加諸各民族のうち、チェコ、セルビア、クロアチアの代表団がサンクトペテルブルクを訪問することとなった。これを記念してバラキレフは、グリンカ、ダルゴムイシスキー、リヴォフ、モニューシュコ、リスト、ベルリオーズ等の作品によるスラヴ音楽演奏会を計画し、自らも『チェコの主題による序曲』を作曲し演目に加えた。バラキレフは更にリムスキー＝コルサコフにもセルビアの主題に基づく作品を求め、題材を提示した。その結果、生まれたのが本作である。リムスキー＝コルサコフはその自伝の中で、作曲の依頼を受けた頃、バラキレフの家に出入りするチェコやその他のスラヴ人に会い、その会話に耳を澄ましたが、汎スラヴ主義運動には関心を示すことができず、会話の中身を理解することがほとんどできなかったと告白している。それでも作曲に取り掛かったのは、バラキレフが提示した主題が魅力的であったためである。チャイコフスキーは1868年3月10日(ユリウス暦)の新聞「現代年代記」に掲載された彼の最初の評論「リムスキー＝コルサコフ氏の《セルビア幻想曲》について」で作品を擁護し、リムスキー＝コルサコフを「まだ若いが、彼には洋々たる前途があることを思い出すべきである。またこの人の非凡な天分から判断して、われわれの芸術をよりすばらしく飾るひとりになることは疑いない」と賞賛し、これが彼とロシア5人組の交流が生まれるきっかけの一つとなった。1887年に改訂され、楽譜はベリャーエフ社から出版された。

## 初演
1867年5月24日(ユリウス暦5月12日)にサンクトペテルブルクでバラキレフ指揮により初演。

## 編成
ピッコロ、フルート2、オーボエ2、クラリネット2、ファゴット2、ホルン4、トランペット2、トロンボーン3、ティンパニ、トライアングル、タンブリン、シンバル、バスドラム、弦五部。

## 構成
自由なロンド形式。後に同僚であるチャイコフスキー(『スラヴ行進曲』(1876年))やキュイ(『オリエンタル』(1893年))も用いた有名なセルビア民謡『明るい太陽』(セルビア・クロアチア語: Сунце јарко, не сијаш једнако)が重要な役割を果たす。
Andantino
4分の4拍子。まず、ホルン、ついで弦楽器、木管楽器に『明るい太陽』のメロディが断片的に現れた後、弦楽器で表情豊かに奏される。詠嘆調のまま曲は推移するが、急にトリルを伴う動きが現れ、トゥッティで結ぶ。
Vivo
4分の2拍子。前段と対照的に打楽器が活躍する賑やかな舞曲調となるが長くは続かない。
Andantino
4分の4拍子。『明るい太陽』のメロディが戻ってくるが、極短い。
Tempo 1º
4分の2拍子。再び舞曲調の速さに戻る。主に木管と弦楽器の掛け合いで推移。
Poco più mosso
三度『明るい太陽』が登場するが、それまでと性格を異にし、金管楽器で荒々しく奏される。
Tempo 1º-Poco più mosso
クラリネットで舞曲が始まり、次第に高揚する。金管楽器に『明るい太陽』も登場し、交響的に組み合わされた後、激しさを増し終わる。